# Septembre 1967

## Évènements
- Italie : visites officielles du président Giuseppe Saragat aux États-Unis, au Canada et en Australie.
- Mali : le Comité de Défense de la Révolution invite tous les cadres du pays à faire leur autocritique en leur adressant un questionnaire leur demandant ce qu’ils ont « fait de positif pour, de négatif contre, la révolution active ».

- 1er septembre :
  - Canada : John Robert Cartwright est nommé chef à la cour suprême.
  - Fin de la conférence de Khartoum. Résolution de Khartoum[1] : les pays Arabes s’engagent à ne pas reconnaître Israël et à ne pas négocier ni conclure de traité de paix. Ils proclament que les États occupés par Israël sont arabes et la tâche de les récupérer incombe à tout État arabe.

- 3 septembre : 
  - Élection de Nguyễn Văn Thiệu à la présidence du sud Viêt Nam.
  - La Suède adopte la conduite à droite, voir Dagen H.

- 6 - 12 septembre : voyage de Charles de Gaulle en Pologne : « l'Europe de l'Atlantique à l'Oural ».

- 7 septembre : naissance aux États-Unis du puissant mouvement féministe du Women's Lib.

- 10 septembre : 
  - la population de Gibraltar se prononce par référendum pour le maintien de la tutelle britannique (99,6 % pour).
  - Formule 1 : Grand Prix automobile d'Italie.

- 14 septembre, Canada : René Lévesque rompt avec le Parti libéral du Québec.

- 19 septembre, Canada : Monica Proietti surnommée Monica la mitraille est abattu par la police à la suite d'un cambriolage de banque.

- 24 septembre, France : élections cantonales, progression de la majorité et du PCF.
- 27 septembre, Mongolie : Débuts de la télévision en territoire Mongol.

## Naissances
- 1er septembre : Gari Greu, chanteur français.
- 3 septembre : Steve Scheffler, basketteur américain.
- 14 septembre : 
  - Alon Hazan, footballeur international israélien devenu entraîneur.
  - Fritz Kreutzpointner, pilote de courses allemand sur voitures de sport puis en camions.
  - Jens Lien, réalisateur norvégien.
  - Iván Masařík, biathlète tchèque.
  - Masanao Ozaki, homme politique japonais.
  - Ri Myung Hun, basketteur nord-coréen.
  - Michael Schmidt-Salomon, philosophe allemand.
  - Adrian Ursea, footballeur helvético-roumain.
- 18 septembre : Philippe Thirault, écrivain français.
- 20 septembre : Hossein Shahabi, réalisateur, producteur, scénariste et compositeur de musique de film iranien († 22 janvier 2023).
- 21 septembre :
  - Suman Pokhrel, poète, traducteur et artiste népalais.
  - Stéphane Rotenberg, animateur de télévision français.
- 25 septembre : Nnamdi Kanu, activiste nigérian.
- 26 septembre : Shannon Hoon, chanteur américain du groupe Blind Melon († 21 octobre 1995).
- 28 septembre : Mira Sorvino, actrice américaine.

## Décès
- 13 septembre : André Declerck, coureur cycliste belge (° 27 août 1919).
- 18 septembre : John Douglas Cockcroft, physicien américain (prix Nobel 1951).
- 19 septembre : Zinaïda Serebriakova, peintre russe (° 10 décembre 1884).
- 23 septembre : Pierre Stenne, sculpteur français (° juillet 1893).